# Conasprella pacei
Conasprella pacei é uma espécie de gastrópode do gênero Conasprella, pertencente à família Conidae.